# 王鴻翔
王鸿翔（1869年十月二十七日—），字研荪，江蘇丹徒人。清朝政治人物、進士出身。

## 生平
同治八年（1869年）十月二十七日，出生于淮安河下寓园，排行第二，由其父王继曾的第三房夫人曹氏所生。兄長王鸿吉因读书过于用功而早逝。王鸿翔师从淮安河下徐嘉，与清末淮安另外两位翰林周钧、徐锺恂系出同一师门。光绪八年（1882年）父亲为他捐纳附监，又捐了盐提举、会典馆汉謄录官、议叙分省补用通判等头衔。乡试多次未中。
光緒二十九年（1903年），中式癸卯科二甲進士四十八名，同年闰五月，改翰林院庶吉士，未散館因創建實業而授翰林院編修。

## 家庭
王鸿翔有两个儿子：
- 长子王觐宸，（1891——？）民国初年著有《淮安河下志》。
- 次子王光伯，晚年家境贫困，穷愁客死于上海街头。